# Mildred Dresselhaus
Mildred Dresselhaus   (Brooklyn, 11 de novembre de 1930 - Mount Auburn Hospital, 20 de febrer de 2017), de naixement Mildred Spiewak, fou una física i nanotecnóloga nord-americana coneguda com la "reina de la ciència del carboni", va ser la primera catedràtica i catedràtica emèrita de Física i Enginyeria Elèctrica de l'Institut de Tecnologia de Massachusetts (MIT). Dresselhaus va obtenir nombrosos premis que inclouen la Medalla Presidencial de la Llibertat, la Medalla Nacional de Ciència, el Premi Enrico Fermi i el Premi Vannevar Bush.

## Primers anys i educació
Mildred Spiewak va néixer l'11 de novembre de 1930 a Brooklyn, Estats Units, filla d'Ethel (Teichtheil) i Meyer Spiewak, que eren immigrants polonesos jueus. Criada en el Bronx, es va graduar en el Hunter College High School. Va obtenir la seva llicenciatura pel Hunter College a Nova York en 1951, on va rebre el consell de la futura premi Nobel Rosalyn Yalow per prosseguir els seus estudis de física. Va fer estudis de postgrau a la Universitat de Cambridge amb una Beca Fulbright i a la Universitat Harvard, on va obtenir el títol de Màster cursat al Radclyffe College. Va assolir el grau de doctorat a la Universitat de Chicago l'any 1958, on va estudiar sota el premi Nobel Enrico Fermi. Va passar després dos anys a la Universitat Cornell com post-doctorada abans de traslladar-se al Laboratori Lincoln com a empleada. Es va convertir en professora visitant del MIT l'any 1967, en professora titular en 1968, i en catedràtica de Física el 1983. En 1985, es va convertir en la primera dona seleccionada com a Catedràtica d'Institut, la distinció més alta del professorat en el MIT.

## Carrera i llegat

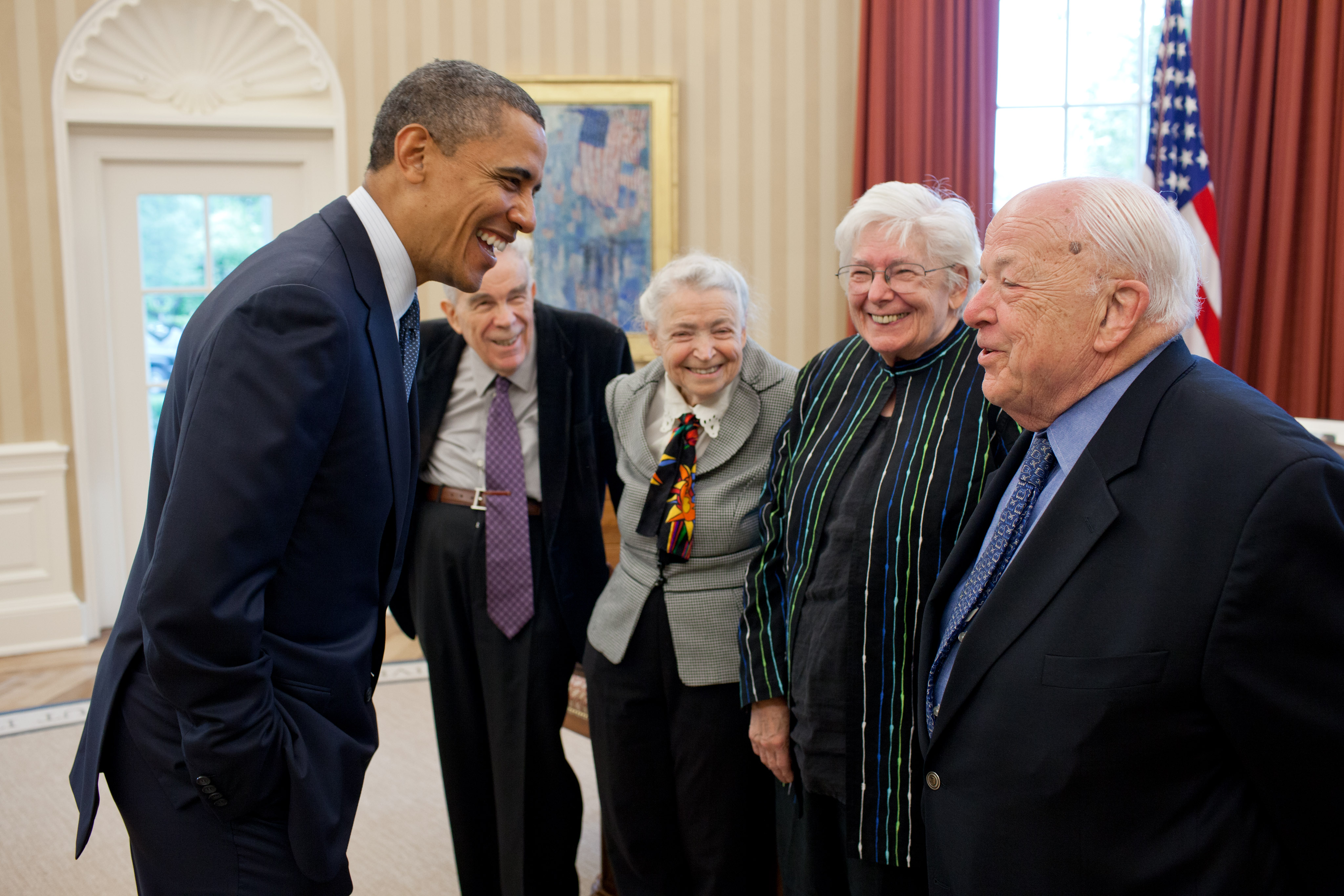
El President Barack Obama saluda a la Dra. Mildred S. Dresselhaus, tercera per la dreta, i al Dr. Burton Richter, dreta, el 7 de maig de 2012.

Dresselhaus va rebre la Medalla Nacional de Ciència el 1990 en reconeixement del seu treball sobre les propietats electròniques dels materials i la promoció d'oportunitats per a dones en ciència i enginyeria. El 2005 va rebre el 11º Premi Heinz en la categoria de Tecnologia, Economia i Treball. El 2008 va rebre la Medalla Oersted, i el 2015 la Medalla d'Honor IEEE.
Entre l'any 2000 i 2001, va ser la directora de l'Oficina de Ciència en el Departament d'Energia dels Estats Units de 2003 a 2008,fou presidenta del consell de govern de l'Institut Nord-americà de Física. També ha servit com a presidenta de la Societat Física Nord-americana, la primera dona presidenta de l'Associació Nord-americana per a l'Avançament de la Ciència, i tresorera de l'Acadèmia Nacional de Ciències. Dresselhaus va dedicar molt temps a donar suport als esforços per promoure l'augment de la participació de les dones en la física.
Dresselhaus es va distingir especialment pel seu treball sobre el grafit, els compostos d'intercalació del grafit, els ful·lerens, els nanotubs de carboni, i l'efecte termoelèctric de baixa dimensió. El seu grup va fer freqüent l'ús de l'estructura de banda electrònica, l'efecte Raman, i la fotofísica de les nanoestructuras de carboni. Entre els antics alumnes de Dresselhaus es troben reconeguts científics com ara Deborah Chung i James S. Speck i físics notables com Nai-Chang Yeh, Greg Timp, Mansour Shayegan, Lourdes Salamanca Riba, i Ahmet Erbil.
Dresselhaus va explorar el potencial dels nanotubs de carboni, diminuts conductes amb enormes possibilitats. En un futur no gaire llunyà poden ser el material amb el qual es faci la corretja d'un ascensor espacial, panells solars molt més potents; o s'enviïn medicines directament als tumors.
Hi ha diverses teories físiques que reben el  nom de Dresselhaus. El model Hicks-Dresselhaus (L. D. Hicks i Dresselhaus) és el primer model bàsic per a l'efecte termoelèctric de baixa dimensió, que va iniciar el camp de banda sencer. El model SFDD (Riichiro Saito, Mitsutaka Fujita, Gen Dresselhaus, i Mildred Dresselhaus) va ser el primer a predir les estructures de banda dels nanotubs de carboni. L'efecte Rashba-Dresselhaus es refereix a la interacció orbito-giratori modelatge per Gen Dresselhaus, el marit de Mildred Dresselhaus.

## Defensa de la integració de la dona en la ciència
Va ser defensora de la integració de les dones en la ciència. Així ho relatava:
| « | Tenia una plaça d'investigació al MIT Lincoln Labs, i òbviament vam ser molt poques dones, el 2% respecte els homes. Així que vam ser menys, però crec que el nostre treball era valorat. I hi segueixo perquè em segueix interessant . | » |

## En la cultura popular
L'any 2017 Dresselhaus va aparèixer en un anunci per a la campanya de General Electric per aconseguir 20,000 dones en STEM per 2020.

## Honors i premis
- Títol honorari de Doctora de Ciència de la ETH Zurich, 2015.
- Medalla IEEE d'Honor, 2015 (primera dona a rebre-la)
- Inducció en el Saló de la Fama d'Inventors dels Estats Units, 2014.
- Medalla presidencial de la Llibertat, 2014.
- Títol honorari de Doctora de Ciència, Universitat Politècnica d'Hong Kong, 2013.
- Premi Arthur R. von Hippel, Societat de Recerca de Materials, 2013.
- Premi Kavli en Nanociencia, 2012.
- Premi Enrico Fermi (segona dona a rebre-ho), 2012.
- Premi Vannevar Bush (segona dona a rebre-ho), 2009.
- Premio ACS per Animar a les Dones a entrar en Carreres de Ciències Químiques, 2009.
- Premi Oliver I. Buckley Premi de Matèria Condensada, Societat Física Nord-americana, 2008.
- Medalla Oersted Medalla, 2007.
- Premis L'Oréal-Premis de la UNESCO per a Dones en la Ciència, 2007.
- Premi Heinz de Tecnologia, Economia i Treball, 2005.
- Medalla dels Fundadors del IEEE, 2004.
- Medalla Karl Taylor Compton de Lideratge en Física, Institut Nord-americà de Física, 2001.
- Medalla d'Assoliments en Ciència de Carboni i Tecnologia, Societat de Carboni nord-americà, 2001.
- Membre honorari de l'Institut Ioffe, Acadèmia russa de Ciències, Sant Petersburg, Rússia, 2000.
- Premi d'Avanç de Materials nacional de la Federació de Societats de Materials, 2000.
- Doctorat honorari de la Universitat catòlica de Leuven, Bèlgica, febrer 2000.
- Medalla Nicholson, Societat Física estadonunidense, març 2000.
- Premio Institut Weizmann Assoliment del Mil·lenni, juny 2000.
- Premi SGL de carboni, Societat de Carboni nord-americà, 1997.
- Medalla Nacional de Ciència, 1990.
- Premi d'Assoliments de l'Associació de Dones Enginyeres, 1977.

## Obra seleccionada
- Dresselhaus, M. S.; et.al. "Analysis of Picosecond Pulsed Laser Melted Graphite", Massachusetts Institute of Technology, Harvard University, Els Alamos National Laboratory, United States Department of Energy, (Desembre 1986).
- Dresselhaus, M. S.; et.al. "The Transport Properties of Activated Carbon Fibers", Lawrence Livermore National Laboratory, United States Department of Energy, (Julio 1990).
- Dresselhaus, M. S.; et.al. "Photoconductivity of Activated Carbon Fibers", Lawrence Livermore National Laboratory, United States Department of Energy, (Agost 1990).
- Dresselhaus, M. S.; et.al. "Synthesis and Evaluation of Single Layer, Bilayer, and Multilayer Thermoelectric Thin Films", Lawrence Livermore National Laboratory, United States Department of Energy, (20 de gener de 1995).
- M. S. Dresselhaus; P. C. Eklund (2000). «Phonons in carbon nanotubes». Advances in Physics 49 (6): 705. Bibcode:2000AdPhy..49..705D. doi:10.1080/000187300413184.
- M. S. Dresselhaus; G. Samsonidze; S. G. Chou; G. Dresselhaus; J. Jiang; R. Saito; A. Jorio. Recent Advances in Carbon Nanotube Photo-physics. M. S. Dresselhaus & G. Dresselhaus (2002). «Intercalation Compounds of Graphite». Advances in Physics 51 (1): 1. Bibcode:2002AdPhy..51....1D. doi:10.1080/00018730110113644.
- M. S. Dresselhaus (2004). «Big Opportunities for Small Objects». Materials Today Magazine 5 (11): 48. doi:10.1016/S1369-7021(02)01164-1.
- M. S. Dresselhaus, G. Dresselhaus and A. Jorio (2004). «Unusual Properties and Structures of Carbon Nanotubes». Annual Review of Materials Research 34 (1): 247. Bibcode:2004AnRMS..34..247D. doi:10.1146/annurev.matsci.34.040203.114607.
- M. S. Dresselhaus; G. Dresselhaus; R. Saito; A. Jorio (2005). «Raman Spectroscopy of Carbon Nanotubes». Physics Reports 409 (2): 47. Bibcode:2005PhR...409...47D. doi:10.1016/j.physrep.2004.10.006. M. S. Dresselhaus & H. Dai (2004). «Carbon Nanotubes: Continued Innovations and Challenges». MRS Bulletin 29: 237. doi:10.1557/mrs2004.74. J. Heremans & M. S. Dresselhaus (2005). «Low Dimensional Thermoelectricity». CRC Handbook - Molecular and Nano-electronics: Concepts, Challenges, and Designs.
- M. S. Dresselhaus (2005). «Photo-excited Electron Relaxation Process Observed in Photoluminescence Spectroscopy of DNA-wrapped Carbon Nanotube». Physical Review Letters 94 (12): 127402. Bibcode:2005PhRvL..94l7402C. doi:10.1103/PhysRevLett.94.127402.
- M. S. Dresselhaus (2004). «Nanotubes: a step in synthesis». Nature Materials 3 (10): 665-6. Bibcode:2004NatMa...3..665D. doi:10.1038/nmat1232. PMID 15467687. M. S. Dresselhaus (2004). «Applied Physics: Nanotube Antennas». Nature Materials 432 (7020): 959-60. Bibcode:2004Natur.432..959D. doi:10.1038/432959a. PMID 15616541. S. B. Fagan; A. G. Souza-Filho; J. Mendes-Filho; P. Corio;
- M. S. Dresselhaus (2005). «Electronic Properties of Ag- and CrO3-filled Single-wall Carbon Nanotubes». Chemical Physics Letters 406 (1-3): 54. Bibcode:2005CPL...406...54F. doi:10.1016/j.cplett.2005.02.091. Y. A. Kim; H. Muramatsu; T. Hayashi; M. Endo; M. Terrones;
- M. S. Dresselhaus (2004). «Thermal Stability and Structural Changes of Double-walled Carbon Nanotubes by Heat Treatment». Chemical Physics Letters 398 (1-3): 87. Bibcode:2004CPL...398...87K. doi:10.1016/j.cplett.2004.09.024. G. Samsonidze; R. Saito; N. Kobayashi; A. Gruneis; J. Jiang; A. Jorio; S. G. Chou; G. Dresselhaus et al. (2004). «Family Behavior of the Optical Transition Energies in Single-wall Carbon Nanotubes of Smaller Diameters». Applied Physics Letters 85 (23): 5703. Bibcode:2004ApPhL..85.5703S. doi:10.1063/1.1829160.
- S. G. Chou; H. B. Ribeiro; E. Barros; A. P. Santos; D. Nezich; G. Samsonidze; C. Fantini; M. A. Pimenta; A. Jorio; F. Pletz-Filho; M. S. Dresselhaus; G. Dresselhaus; R. Saito; M. Zheng; G. B. Onoa; E. D. Semke; A. K. Swan; B. B. Goldberg; M. S. Unlu (2004). «Optical Characterization of DNA-wrapped Carbon Nanotube Hybrids». Chemical Physics Letters 397 (4-6): 296. Bibcode:2004CPL...397..296C. doi:10.1016/j.cplett.2004.08.117.
- E. I. Rogacheva; O. N. Nashchekina; A. V. Meriuts; S. G. Lyubchenko; O. Vekhov; M. S. Dresselhaus; G. Dresselhaus (2005). «Quantum Size Effects in PbTe/SnTe/PbTe Heterostructures». Applied Physics Letters 86 (6): 063103. Bibcode:2005ApPhL..86f3103R. doi:10.1063/1.1862338.
- H. Son; Y. Hori; S. G. Chou; D. Nezich; G. Samsonidze; E. Barros; G. Dresselhaus; M. S. Dresselhaus (2004). «Environment Effects on the Raman Spectra of Individual Single-wall Carbon Nanotubes: Suspended and Grown on Polycrystalline Silicon». Applied Physics Letters 85 (20): 4744. Bibcode:2004ApPhL..85.4744S. doi:10.1063/1.1818739.
- C. Fantini; A. Jorio; M. Souza; A. J. Mai Jr.; M. S. Strano; M. A. Pimenta; M. S. Dresselhaus (2004). «Optical Transition Energies and Radial Breathing Modes for HiPco Carbon Nanotubes from Raman Spectroscopy». Physical Review Letters 93 (14): 147406. Bibcode:2004PhRvL..93n7406F. doi:10.1103/PhysRevLett.93.147406. PMID 15524844.
- S. B. Cronin; A. K. Swan; M. S. Unlu; B. B. Goldberg; M. S. Dresselhaus; M. Tinkham (2004). «Measuring Uniaxial Strain in Individual Single-wall Carbon Nanotubes: Resonance Raman Spectra of AFM Modified SWNTs». Physical Review Letters 93 (16): 167401. Bibcode:2004PhRvL..93p7401C. doi:10.1103/PhysRevLett.93.167401.
- Dresselhaus, M. S.; et.al. "Iron-Doped Carbon Aerogels: Novel Porous Substrates for Direct Growth of Carbon Nanotubes", Lawrence Livermore National Laboratory, United States Department of Energy, (20 de febrero de 2007).